# Philippe Vasseur (aktor)
Philippe Vasseur (8 lipca 1966 w Amiens) – francuski aktor telewizyjny, znany od 1992 roku z roli José w serialu komediowym – "Helena i chłopcy" – (fr. Hélène et les Garçons), a później z Miracle de l'amour, Les Vacances de l'amour i od 2011 do 2023 roku – Les Mystères de l'amour.

## Życiorys
Vasseur początkowo pracował jako scenograf w AB Productions. Producent Jean–Luc Azoulay zasugerował mu, aby został aktorem.

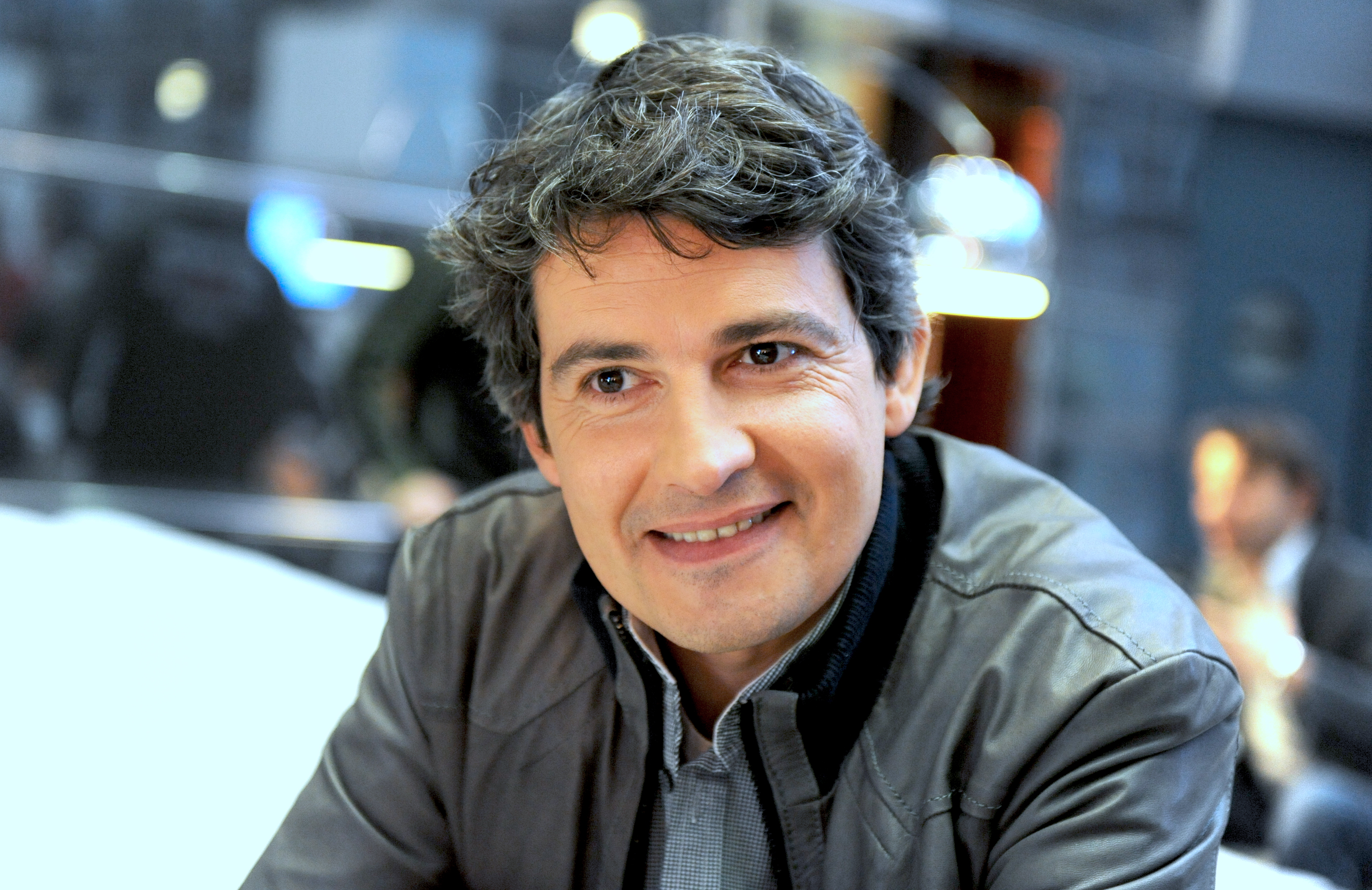
Philippe Vasseur, 8 grudnia 2010 w Paryżu.

W 1992 roku dołączył do obsady popularnego serialu – "Helena i chłopcy".  Vasseur wcielił się w rolę José Da Silvy, chłopaka Bénédicte i muzyka grającego na syntezatorze. Serial odniósł duży sukces, że postanowiono nakręcić kolejne odcinki z tymi samymi aktorami, zmieniając co jakiś czas tytuły serialu i tak nakręcono jeszcze: "Miracle de l'amour", "Les Vacances de l'amour" i "Les Mystères de l'amour". 
5 lutego 2014 roku Vasseur wystąpił w filmie fabularnym – "Le Casse des casses", w reżyserii Floriana Hessique'a.
W grudniu 2023 roku ogłosił odejście z "Les Mystères de l'amour", aby poświęcić się innym projektom.
Vasseur mieszka w Pikardii i tworzy obrazy reliefowe.

## Filmografia

### Seriale telewizyjne
- 1992–1994: Helena i chłopcy – José Da Silva
- 1993: Famille fou rire – José
- 1995–1996: Le Miracle de l'amour – José
- 1996–2004: Les Vacances de l'amour – José
- 2011–2023: Les Mystères de l'amour – José

### Filmy telewizyjne
- 2014: Le Casse des casses – Ludo
- 2022: Le triangle rouge

### Seriale internetowe
- 2014: Le Grand Magasin de Cédric Cizaire pour le BHV Marais – Antoine, sprzedawca butów
- 2015: Les trois pères de Cédric Cizaire – Marc

## Role teatralne
- 2014: PROFS & Co autorstwa Cédrica Cizaire: Jean–Philippe Feuqiou. Spektakl wyprodukowany w "Théâtre Les Blancs-Manteaux" (styczeń–marzec 2014), w "La Comédie Contrescarpe" (kwiecień–czerwiec 2014) oraz w "Théâtre de l'Observance" – Festiwal Teatralny w Awinionie (lipiec 2014)